# Кафтинский Городок
Кафтинский Городок — деревня в Бологовском районе Тверской области. Относится к городскому поселению Город Бологое.

## География
Деревня находится в северной части Тверской области на расстоянии приблизительно 11 км на восток-юго-восток по прямой от районного центра города Бологое на восточном берегу небольшого озера Чёрное, недалеко (пол-километра) от западного берега озера Кафтино.

## История
На карте 1847 году у озера Чёрное уже было отмечено сельцо Городок. В 1909 году были отмечены деревня Кафтинский Городок с 46 дворами и одноименное сельцо с 1 двором.

## Население
Численность населения составляла 12 человек (русские 100 %) в 2002 году, 20 в 2010.